# Chalara distans
Chalara distans är en svampart som beskrevs av McKenzie 1993. Chalara distans ingår i släktet Chalara, divisionen sporsäcksvampar och riket svampar.   Inga underarter finns listade i Catalogue of Life.